# Sam Cullman
Sam Cullman é um cinematografista, cineasta e montador norte-americano. Como reconhecimento, foi nomeado ao Oscar 2012 na categoria de Melhor Documentário em Longa-metragem por If a Tree Falls: A Story of the Earth Liberation Front.